# Yeşim Ustaoğlu

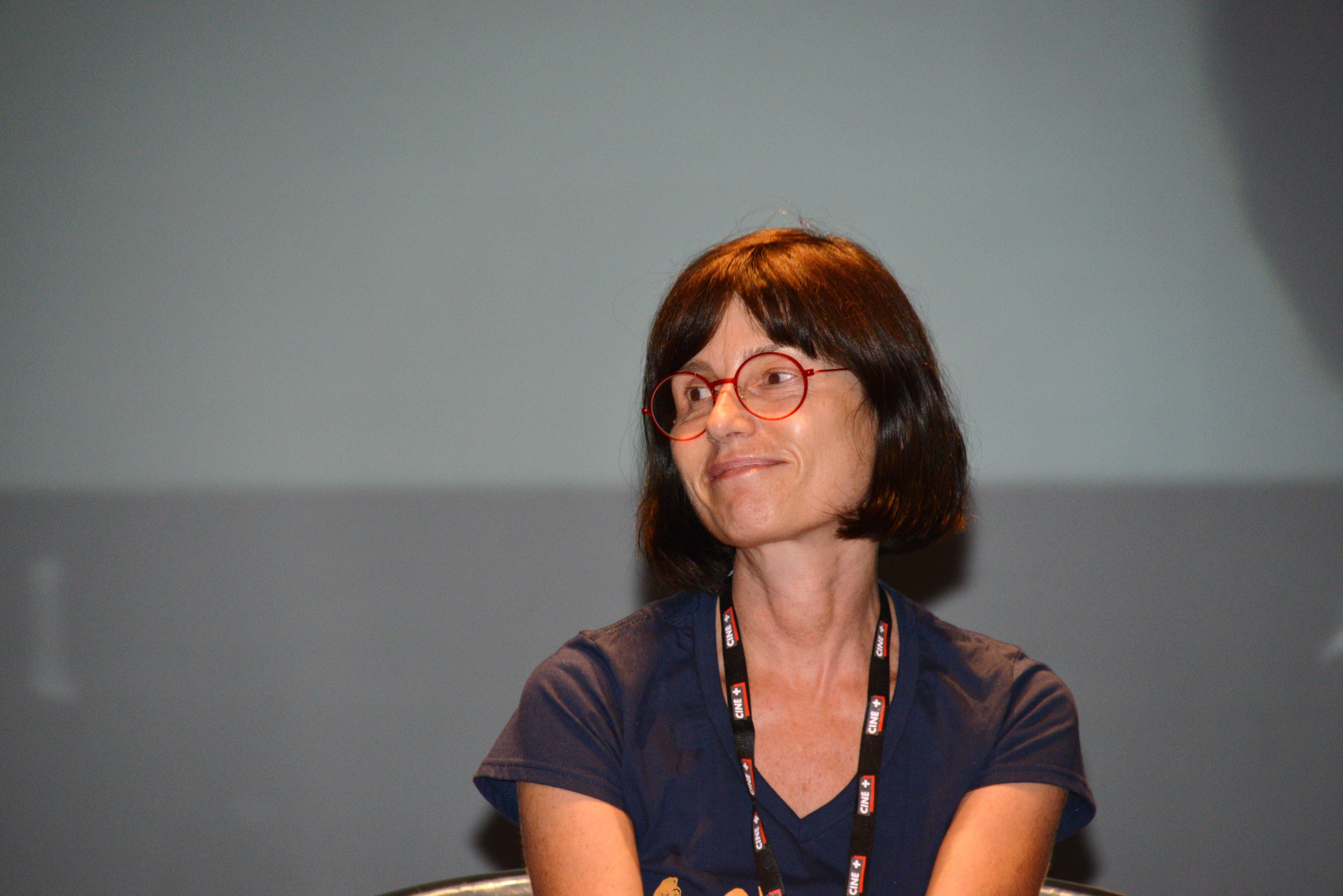
Yeşim Ustaoğlu

Yeşim Ustaoğlu (Çaykara, 18 november 1960) is een Turkse filmregisseur, scenarioschrijfster en producente.
Ustaoğlu werd geboren in Çaykara, in het Pontisch Gebergte in het noordoosten van Turkije. Haar jeugd bracht ze voornamelijk door in Trabzon. Na haar bouwkundige opleiding aan de Yıldız Technische Universiteit in Istanbul werkte ze als architect. Later werkte ze als journalist en filmcriticus. Ze maakte enkele prijswinnende korte films en debuteerde met haar langspeelfilm Het Spoor (Iz) in 1994. Haar volgende film, Reis naar de zon (Güneşe Yolculuk), leverde internationale erkenning. Deze film vertelt het verhaal van de vriendschap van een Turk en een Koerd. Wachten op de wolken (Bulutları Beklerken) is gefilmd in haar geboorteregio en gaat over een Pontisch Griekse vrouw die in de nadagen van haar leven besluit haar broer op te zoeken in Thessaloniki. Deze film is meerdere malen op de Nederlandse televisie vertoond. Haar grootste internationale succes was de film Pandora's Box uit 2008, die in San Sebastian de prijs voor beste film en beste actrice won.

## Filmografie
- 1994 - Iz ("Het spoor")
- 1999 - Güneşe Yolculuk ("Reis naar de zon") Won de Blauwe engel in Berlijn
- 2003 - Bulutları Beklerken ("Wachten op de wolken")
- 2008 - Pandora'nın Kutusu ("Pandora's Box") Won de Gulden schaal op het San Sebastian film festival
- 2013 - Araf ("Ergens ertussenin")